# Arquelau (poeta)
Arquelau (en llatí Archelaus, en grec antic Ἀρχέλαος), va ser un poeta grec autor d'un poema format per més de 300 versos iàmbics titulat titulat Περὶ τῆς ῾Ιερᾶς Τέχνης ("Perì tês Hierâs Tékhnēs", en llatí De Sacra Arte).
No se sap res dels esdeveniments de la seva vida. La data en què va viure també és incerta, però el poema és evidentment obra d'un escriptor relativament recent i no s'ha d'atribuir a cap dels autors més antics d'aquest nom.